# Georges Haupt
Georges Haupt, ursprünglich Gheorghe Mathe Haupt (* 18. Januar 1928 in Satu Mare; † 14. März 1978 in Rom), war ein rumänisch-französischer Historiker, der hauptsächlich über die Geschichte der europäischen Arbeiterbewegung forschte und publizierte.

## Leben
Haupt wuchs in einer bürgerlich-jüdischen Familie in Nordsiebenbürgen auf, einer Region, die zunächst zum Königreich Rumänien gehörte und 1940 auf Druck Deutschlands und Italiens an Ungarn abgetreten wurde. Im Mai 1944 wurde er zusammen mit einem Großteil seiner Familie nach Auschwitz deportiert. Im Gegensatz zu seinen Familienangehörigen überlebte er diese Zeit. Nach dem Ende des Krieges ging er zurück nach Rumänien und schloss sich der Kommunistischen Partei Rumäniens an. Er studierte Geschichte an der Bolyai-Universität und in Leningrad. Seit 1953 war er am Historischen Institut der Rumänischen Akademie der Wissenschaften beschäftigt.
In der Folgezeit entwickelte er im Gegensatz zum offiziellen Geschichtsbild Sympathien für einen undogmatischen Marxismus. 1958 entschloss er sich mit seiner Frau, Rumänien zu verlassen. Während einer Mittelmeerreise verließ er das Schiff und beantragte politisches Asyl in Frankreich. Dank seiner breiten Sprachkenntnisse und guter Kontakte zu französischen Kollegen gelang ihm in Paris eine zweite Karriere als Historiker an der École pratique des hautes études und an der Nachfolgeeinrichtung, der École des hautes études en sciences sociales. An der Universität von Paris wurde er 1963 mit einer Dissertation zur Geschichte der Zweiten Internationale promoviert.
In den folgenden Jahren bis zu seinem frühen Tod entwickelte Haupt sich zu einem international anerkannten Historiker der europäischen Arbeiterbewegung und des Sozialismus, dessen Arbeiten in zahlreiche Sprachen übersetzt wurden.

## Werke/Schriften
- La Deuxième Internationale: 1889–1914; Étude critique des sources; essai bibliographique, Paris: Éditions Mouton, 1964.
- Der Kongress fand nicht statt. Die Sozialistische Internationale 1914, Wien, Europa Verlag, 1967.
- Programm und Wirklichkeit: Die internationale Sozialdemokratie vor 1914. Mit einem Vorwort von Ernest Labrousse, Neuwied/Berlin: Luchterhand, 1970.
- Die Kommune als Symbol und als Beispiel, Trier: Karl-Marx-Haus 1974.